# Ram Slam T20 Challenge 2013/14
Die Ram Slam T20 Challenge 2013/14 war die elfte Saison der südafrikanischen Twenty20-Meisterschaft im Cricket und wurde von 5. Januar bis 9. Februar 2014 ausgetragen. Dabei nahmen die sechs Franchises an dem Turnier teil, die auch im First-Class Cricket in Südafrika aktiv sind. Sieger waren die Dolphins, die sich im Finale mit 2 Runs gegen die Cape Cobras durchsetzten.

## Format
Die sechs Mannschaften spielten in einer Gruppe gegen jedes andere Team jeweils ein Mal. Der Gruppenerste qualifizierte sich direkt für das Finale, während der Gruppenzweite und -dritte zuvor ein Halbfinale austrugen, dessen Gewinner ebenfalls ins Finale einzog.

## Gruppenphase
Tabelle
Am Ende der Saison hatte die Tabelle die folgende Gestalt.
| Teams       | Sp. | S | N | U | R | A | BP | Punkte | NRR    |
| ----------- | --- | - | - | - | - | - | -- | ------ | ------ |
| Cape Cobras | 10  | 8 | 2 | 0 | 0 | 0 | 2  | 34     | +1.048 |
| Dolphins    | 10  | 6 | 3 | 1 | 0 | 0 | 1  | 28     | +0.400 |
| Titans      | 10  | 5 | 4 | 0 | 0 | 1 | 0  | 22     | −0.063 |
| Warriors    | 10  | 3 | 4 | 2 | 0 | 1 | 0  | 20     | −0.019 |
| Knights     | 10  | 3 | 6 | 0 | 0 | 1 | 0  | 14     | −0.813 |
| Lions       | 10  | 1 | 7 | 1 | 0 | 1 | 0  | 9      | −0.687 |

### Spiele
| 5. Januar Scorecard | Kapstadt | Dolphins 154-4 (20)         | – | Titans 146-7 (20) |
|                     |          | Dolphins gewinnt mit 8 Runs |   |                   |

| 5. Januar Scorecard | Kapstadt | Warriors 140-7 (20)          | – | Lions 114 (19.5) |
|                     |          | Warriors gewinnt mit 26 Runs |   |                  |

| 5. Januar Scorecard | Kapstadt | Cape Cobras 153-5 (20)         | – | Knights 144-9 (20) |
|                     |          | Cape Cobras gewinnt mit 9 Runs |   |                    |

| 8. Januar Scorecard | East London | Knights 116-6 (20)             | – | Warriors 119-5 (19.3) |
|                     |             | Warriors gewinnt mit 5 Wickets |   |                       |

| 9. Januar Scorecard | Centurion | Cape Cobras 96-4 (13.1/13.1)              | – | Titans 89-4 (9.3/10) |
|                     |           | Titans gewinnt mit 6 Wickets (D/L method) |   |                      |

| 10. Januar Scorecard | Kimberley | Knights 176-4 (20)             | – | Dolphins 177-6 (18.5) |
|                      |           | Dolphins gewinnt mit 4 Wickets |   |                       |

| 11. Januar Scorecard | Port Elizabeth | Cape Cobras 160-6 (20)          | – | Warriors 142-9 (20) |
|                      |                | Cape Cobras gewinnt mit 18 Runs |   |                     |

| 12. Januar Scorecard | Bloemfontein | Lions 151-4 (20)              | – | Knights 153-1 (18.4) |
|                      |              | Knights gewinnt mit 9 Wickets |   |                      |

| 15. Januar Scorecard | Paarl | Cape Cobras 187-2 (20)          | – | Lions 172-8 (20) |
|                      |       | Cape Cobras gewinnt mit 15 Runs |   |                  |

| 15. Januar Scorecard | Benoni | Warriors 197-4 (20)          | – | Titans 198-4 (19.5) |
|                      |        | Titans gewinnt mit 6 Wickets |   |                     |

| 17. Januar Scorecard | Bloemfontein | Cape Cobras 208-3 (20)          | – | Knights 128-8 (20) |
|                      |              | Cape Cobras gewinnt mit 80 Runs |   |                    |

| 17. Januar Scorecard | Potchefstroom | Titans 158-9 (20)          | – | Lions 148-3 (20) |
|                      |               | Titans gewinnt mit 10 Runs |   |                  |

| 17. Januar Scorecard | Port Elizabeth | Warriors 152-7 (20) | – | Dolphins 152-9 (20) |
|                      |                | Unentschieden       |   |                     |

| 19. Januar Scorecard | Durban | Cape Cobras 157-7 (20)          | – | Dolphins 132-8 (20) |
|                      |        | Cape Cobras gewinnt mit 25 Runs |   |                     |

| 19. Januar Scorecard | East London | Warriors 156-5 (20) | – | Lions 156-8 (20) |
|                      |             | Unentschieden       |   |                  |

| 19. Januar Scorecard | Centurion | Titans 148 (20)               | – | Knights 149-3 (18.5) |
|                      |           | Knights gewinnt mit 7 Wickets |   |                      |

| 22. Januar Scorecard | Kapstadt | Cape Cobras 129-9 (20)          | – | Titans 116-6 (20) |
|                      |          | Cape Cobras gewinnt mit 13 Runs |   |                   |

| 22. Januar Scorecard | Durban | Dolphins 214-2 (20)          | – | Lions 198-9 (20) |
|                      |        | Dolphins gewinnt mit 16 Runs |   |                  |

| 22. Januar Scorecard | Kimberley | Knights 145-6 (20)         | – | Warriors 140-6 (20) |
|                      |           | Knights gewinnt mit 5 Runs |   |                     |

| 24. Januar Scorecard | Paarl | Dolphins 145-8 (20)         | – | Cape Cobras 138-8 (20) |
|                      |       | Dolphins gewinnt mit 7 Runs |   |                        |

| 24. Januar Scorecard | Potchefstroom | Lions     | – | Knights |
|                      |               | No Result |   |         |

| 24. Januar Scorecard | East London | Warriors 59-9 (11.4) | – | Titans |
|                      |             | No Result            |   |        |

| 26. Januar Scorecard | Durban | Warriors 141-6 (20)         | – | Dolphins 139-8 (20) |
|                      |        | Warriors gewinnt mit 2 Runs |   |                     |

| 26. Januar Scorecard | Benoni | Lions 142 (20)               | – | Titans 143-4 (18.3) |
|                      |        | Titans gewinnt mit 6 Wickets |   |                     |

| 29. Januar Scorecard | Centurion | Titans 115-7 (20)              | – | Dolphins 120-2 (16.5) |
|                      |           | Dolphins gewinnt mit 8 Wickets |   |                       |

| 31. Januar Scorecard | Durban | Dolphins 170-4 (20)                       | – | Knights 86 (13.2/14) |
|                      |        | Dolphins gewinnt mit 40 Runs (D/L method) |   |                      |

| 31. Januar Scorecard | Johannesburg | Lions 102 (17.1)                  | – | Cape Cobras 103-3 (15.3) |
|                      |              | Cape Cobras gewinnt mit 7 Wickets |   |                          |

| 2. Februar Scorecard | Kapstadt | Warriors 146-8 (20)               | – | Cape Cobras 149-4 (18.4) |
|                      |          | Cape Cobras gewinnt mit 6 Wickets |   |                          |

| 2. Februar Scorecard | Kimberley | Knights 137-7 (20)           | – | Titans 138-2 (17.3) |
|                      |           | Titans gewinnt mit 8 Wickets |   |                     |

| 2. Februar Scorecard | Johannesburg | Lions 159-3 (20)         | – | Dolphins 152-8 (20) |
|                      |              | Lions gewinnt mit 7 Runs |   |                     |

## Playoffs

### Halbfinale
| 5. Februar Scorecard | Durban | Dolphins        | – | Titans |
|                      |        | Match abandoned |   |        |

Auf Grund von Regen musste das Spiel abgesagt werden und wurde für den Folgetag erneut angesetzt.
| 6. Februar Scorecard | Durban | Dolphins 200-4 (20)          | – | Titans 169 (19.2) |
|                      |        | Dolphins gewinnt mit 31 Runs |   |                   |

### Finale
| 9. Februar Scorecard | Kapstadt | Dolphins 146-8 (20)         | – | Cape Cobras 144-7 (20) |
|                      |          | Dolphins gewinnt mit 2 Runs |   |                        |